# 3621 Curtis
A 3621 Curtis (ideiglenes jelöléssel 1981 SQ1) a Naprendszer kisbolygóövében található aszteroida. Norman G. Thomas fedezte fel 1981. szeptember 26-án.